# Liliiflorae
Liliiflorae is een botanische naam: het Wettstein-systeem gebruikte deze naam voor een orde met de volgende samenstelling:
- orde Liliiflorae
  - familie Liliaceae
  - familie Stemonaceae
  - familie Cyanastraceae
  - familie Pontederiaceae
  - familie Haemodoraceae
  - familie Philydraceae
  - familie Amaryllidaceae
  - familie Velloziaceae
  - familie Iridaceae
  - familie Juncaceae
  - familie Flagellariaceae
  - familie Rapateaceae
  - familie Thurniaceae
  - familie Bromeliaceae
  - familie Dioscoreaceae
  - familie Taccaceae
  - familie Burmanniaceae

Het taxon Liliiflorae is enigszins te vergelijken met de orde Liliales, zoals omschreven door het Cronquist-systeem (1981).

## Superorde
In de 22e druk van de Heukels wordt de naam Liliiflorae gebruikt voor een superorde (te vergelijken met wat bij Cronquist de onderklasse Liliidae is).